# 恩泽医局旧址
恩泽医局旧址是中国浙江省临海市一处西医医院旧址。恩泽医局由英国圣公会创办于1901年，是台州历史上第一座西医医院，1933年改名为恩泽医院。1942年美军实施杜立特空袭后，5位飞行员在三门湾迫降受伤，在恩泽医院接受治疗。中华人民共和国成立后，医院拥有者将医院捐献政府，此后医院与台州医院合并，旧址先后成为疗养院、卫生学校和文工团宿舍。2011年，旧址由台州医院斥资维修并作为医院院史馆对外开放。2019年10月7日，由中华人民共和国国务院公布为第八批全国重点文物保护单位。

## 历史
恩泽医局由英国圣公会传教士白明登创办于1901年，为台州历史上第一座西医医院。1914年，第一次世界大战爆发，白明登回国，教会先后派出裴约韩、金丕恭等教士负责医局，但终难以为继，医局于1919年停办:123-124。
1933年，因医局长时间停办，圣公会决定将医局拍卖。在杭州广济医院行医的天台人陈省几决定辞职回乡，借债购入医局，并更名为恩泽医院。陈省几为医院订立了《台州恩泽医院规则》，规定了门诊、出诊、住院的若干规章制度。此时，医院共有职工50余人，普通病床50张，高级病房20张，有外科、内科、妇产科、手术室、理疗室等科室:123-124。与此同时，医院还设有恩泽医校，培养医护人员。抗日战争爆发后，医院被南迁的浙江省立医药专科学校作为实习基地。

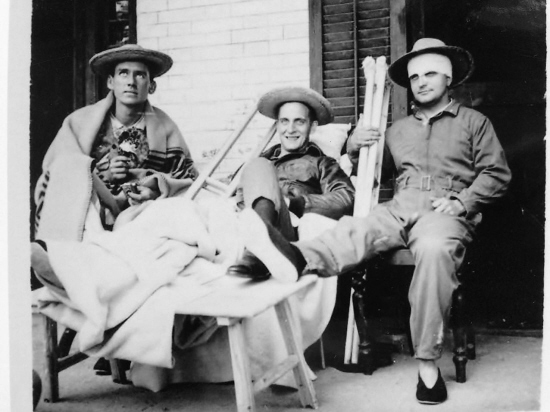
美军机组成员在恩泽医院前合影

1942年4月18日，为报复日本突袭珍珠港，美國陸軍航空軍发动对东京的杜立特空袭。当时，由中尉特德·威廉·劳逊驾驶的B-25轰炸机在完成轰炸任务后，在时属三门县的南田岛附近迫降，机上5人中4人重伤。伤者由村民护送至三门卫生院。陈省几获知后，派儿子陈慎言等人从三门将伤员转运至恩泽医院。劳逊因骨折和组织感染，由美军军医华特和陈慎言为其实施截肢手术。此后，日军发动浙赣战役，美军机组成员由陈慎言护送到桂林，并自昆明回国。劳逊事后著有《东京上空三十秒》回忆录，记载了这段经历。陈慎言等人于1992年受邀赴美参加纪念活动，并获得时任美国国防部长切尼的接见。
1948年，陈省几病逝。临终前，陈省几为医院设立理事会，并订立遗嘱，将医院产权归于台州贫民所有，院长应择优录用:124。中华人民共和国成立后，陈省几后人将医院无偿捐献政府。1951年3月，医院与周至柔创办的台州医院合并，成为台州医院疗养部，此后由于临海行政区划变更，疗养院先后更名为台州疗养院、临海疗养院。文化大革命爆发后，疗养院因被指为“修正主义”产物，于1969年停办，院舍被台州卫生学校和台州文工团宿舍占用:126。20世纪90年代，台州医院在整理院史时再次发现这批建筑。2001年9月，恩泽医局旧址被再次划拨台州医院使用，2011年9月原有居民全部迁出，旧址被改为百年恩泽院史馆使用。

## 建筑形制
恩泽医局是英国圣公会浙江教区创办的三所近代医院（杭州广济医院、宁波仁泽医院和台州恩泽医局）之一，也是三院建筑中仅存的一座。建筑位于临海北固山麓的望天台43号，周边因风景优美，有“小桃源”之称。现存建筑共三幢，均为两层西式洋楼建筑，建筑间通过廊桥相连，占地面积917.6平方米。主楼坐北朝南，八开间，楼前三面有通廊，二层前部有走廊和木质栏杆。一层中部两间为门厅，上方有阴刻“恩泽医局”四字，门厅两侧各三间，为门诊部。主楼二层建筑为住院部。两座附属建筑位于主楼西南，呈南北分布，均为三开间。南侧附楼设有和主楼类似的走廊，屋内有罗马式灰塑。

## 保护和展示
20世纪90年代，台州医院在整理院史时再次发现恩泽医局旧址。此时，旧址因为年久失修已经破败不堪。2001年，由时任台州医院院长陈海啸向台州市人民政府提议对该建筑实施保护。当年9月28日，恩泽医局旧址被确定由台州医院使用和保护。2003年，医院出资对恩泽医局进行抢救性修缮。2011年完成对原文工团职工的搬迁补偿后，最后一户居民迁出，恩泽医局旧址保护工程得以实施。旧址于2011年9月27日被列入临海市文物保护单位，2017年1月13日被列入第七批浙江省文物保护单位，2019年10月7日被列入第八批全国重点文物保护单位。经过修缮的恩泽医局旧址作为台州医院院史馆使用，设有“百年恩泽”和“英雄恩泽”展览，展示医院创立及营救美军机组的历史照片以及医院初创时所使用的处方及医疗器械等实物。